# Liste der Abgeordneten zum Burgenländischen Landtag (XIII. Gesetzgebungsperiode)
Diese Liste der Abgeordneten zum Burgenländischen Landtag listet alle Mitglieder des Burgenländischen Landtags in der XIII. Gesetzgebungsperiode auf. Die Gesetzgebungsperiode wurde am 27. Oktober 1977 mit der Angelobung der Abgeordneten und der Wahl des Präsidiums eröffnet und endete nach 51 Sitzungen am 29. Oktober 1982 mit der Angelobung des Landtags der XIV. Gesetzgebungsperiode. Nach der Landtagswahl am 2. Oktober 1977 entfielen 20 von 36 Mandaten auf die Sozialdemokratische Partei Österreichs (SPÖ) und 16 Mandate auf die Österreichische Volkspartei (ÖVP).
Dem Präsidium saß als 1. Landtagspräsident der SPÖ-Abgeordnete Matthias Pinter vor. Die Funktion des 2. Landtagspräsidenten hatte zunächst Rudolf Grohotolsky (ÖVP) inne, der am 30. Oktober 1978 von Franz Soronics (ÖVP) abgelöst wurde. 3. Landtagspräsident war zunächst Hans Krutzler (SPÖ), er wurde am 18. Jänner 1982 von Hilde Pleyer (SPÖ) abgelöst. Die Funktion des Schriftführers übten Johann Sipötz und Wolfgang Dax aus, Ordner waren Franz Kurz und Gabriel Wagner.
Noch in der 1. Landtagssitzung legten drei Abgeordnete ihr Mandat nieder und wechselten in die Landesregierung. Sie wurden noch am selben Tag nachbesetzt. Des Weiteren kam es während der Gesetzgebungsperiode zu elf weiteren Wechseln unter den Landtagsabgeordneten.
| Name                 | Fraktion | Anmerkung                                                                   |
| -------------------- | -------- | --------------------------------------------------------------------------- |
| Behm Stefan          | ÖVP      | ab 16. Dezember 1977                                                        |
| Böhm Georg           | ÖVP      | bis 30. Oktober 1978                                                        |
| Dax Wolfgang         | ÖVP      |                                                                             |
| Gilschwert Josef     | ÖVP      |                                                                             |
| Gossi Alois          | SPÖ      | bis 17. Jänner 1982                                                         |
| Grandits Ferdinand   | SPÖ      | ab 27. Oktober 1977 für einen in die Landesregierung gewählten Abgeordneten |
| Grohotolsky Rudolf   | ÖVP      | bis 30. Oktober 1978                                                        |
| Halbritter Johann    | ÖVP      |                                                                             |
| Holper Wilhelm       | SPÖ      |                                                                             |
| Karall Johann        | ÖVP      | bis 4. Juli 1982                                                            |
| Katsich Thomas       | ÖVP      |                                                                             |
| Kery Theodor         | SPÖ      | am 27. Oktober 1977 Mandatsrücklegung nach der Wahl in die Landesregierung  |
| Kogler Ernst         | SPÖ      | ab 27. Oktober 1977 für einen in die Landesregierung gewählten Abgeordneten |
| Krutzler Hans        | SPÖ      | bis 31. Dezember 1981                                                       |
| Kurz Franz           | SPÖ      |                                                                             |
| Landl Lorenz         | ÖVP      | ab 5. Juli 1982 für Johann Karall                                           |
| Mader Gerald         | SPÖ      | am 27. Oktober 1977 Mandatsrücklegung nach der Wahl in die Landesregierung  |
| Marx Franz           | ÖVP      |                                                                             |
| Matysek Ottilie      | SPÖ      | ab 27. Oktober 1977 für einen in die Landesregierung gewählten Abgeordneten |
| Mayer Josef          | SPÖ      |                                                                             |
| Moser Rudolf         | SPÖ      |                                                                             |
| Müllner Johann       | SPÖ      | ab 30. Juni 1978 für Josef Posch                                            |
| Nikles Julius        | ÖVP      |                                                                             |
| Peck Josef           | SPÖ      | bis 6. Juli 1978                                                            |
| Pinter Matthias      | SPÖ      |                                                                             |
| Pleyer Hilde         | SPÖ      |                                                                             |
| Polzer Franz         | SPÖ      | ab 18. Jänner 1982 für Hans Krutzler                                        |
| Posch Josef          | SPÖ      | ab 6. Juli 1981 für Josef Peck                                              |
| Prandler Agnes       | SPÖ      |                                                                             |
| Puhm Georg           | SPÖ      |                                                                             |
| Rauchwarter Ernst    | ÖVP      |                                                                             |
| Rechnitzer Elisabeth | ÖVP      |                                                                             |
| Resch Franz          | SPÖ      |                                                                             |
| Sauerzopf Franz      | ÖVP      | bis 26. Juli 1978                                                           |
| Schmall Josef        | ÖVP      | ab 16. Dezember 1977                                                        |
| Schwarz Johann       | ÖVP      |                                                                             |
| Sipötz Johann        | SPÖ      |                                                                             |
| Soronics Franz       | ÖVP      | bis 15. Dezember 1977, ab 26. Juli 1978 für Franz Sauerzopf                 |
| Stix Karl            | SPÖ      |                                                                             |
| Tauber Josef         | SPÖ      | ab 18. Jänner 1982 für Alois Gossi                                          |
| Vogl Helmuth         | SPÖ      | am 27. Oktober 1977 Mandatsrücklegung nach der Wahl in die Landesregierung  |
| Wagner Gabriel       | ÖVP      |                                                                             |
| Widder Günter        | ÖVP      |                                                                             |
| Wiesler Josef        | ÖVP      | bis 15. Dezember 1977                                                       |
| Wurglics Ivan        | SPÖ      |                                                                             |
| Zipser Ella          | SPÖ      |                                                                             |